# Marly (Mosel·la)
Marly és un municipi francès, situat al departament del Mosel·la i a la regió del Gran Est. L'any 2007 tenia 9.624 habitants.

## Demografia

### Població
El 2007 la població de fet de Marly era de 9.624 persones. Hi havia 3.761 famílies, de les quals 814 eren unipersonals (243 homes vivint sols i 571 dones vivint soles), 1.369 parelles sense fills, 1.309 parelles amb fills i 269 famílies monoparentals amb fills.
La població ha evolucionat segons el següent gràfic:
Habitants censats

### Habitatges
El 2007 hi havia 3.946 habitatges, 3.814 eren l'habitatge principal de la família, 5 eren segones residències i 127 estaven desocupats. 3.026 eren cases i 783 eren apartaments. Dels 3.814 habitatges principals, 2.861 estaven ocupats pels seus propietaris, 903 estaven llogats i ocupats pels llogaters i 49 estaven cedits a títol gratuït; 16 tenien una cambra, 243 en tenien dues, 317 en tenien tres, 565 en tenien quatre i 2.673 en tenien cinc o més. 3.215 habitatges disposaven pel capbaix d'una plaça de pàrquing. A 1.725 habitatges hi havia un automòbil i a 1.718 n'hi havia dos o més.

### Piràmide de població
La piràmide de població per edats i sexe el 2009 era:
| Homes | Edats   | Dones |
| ----- | ------- | ----- |
| 4     | 95 o +  | 8     |
| 12    | 90 a 94 | 24    |
| 28    | 85 a 89 | 64    |
| 32    | 80 a 84 | 68    |
| 92    | 75 a 79 | 108   |
| 156   | 70 a 74 | 172   |
| 244   | 65 a 69 | 236   |
| 324   | 60 a 64 | 272   |
| 392   | 55 a 59 | 376   |
| 384   | 50 a 54 | 488   |
| 448   | 45 a 49 | 396   |
| 440   | 40 a 44 | 492   |
| 332   | 35 a 39 | 364   |
| 196   | 30 a 34 | 284   |
| 232   | 25 a 29 | 212   |
| 296   | 20 a 24 | 256   |
| 436   | 15 a 19 | 424   |
| 352   | 10 a 14 | 420   |
| 284   | 5 a 9   | 300   |
| 240   | 0 a 4   | 224   |

## Economia
El 2007 la població en edat de treballar era de 6.196 persones, 4.129 eren actives i 2.067 eren inactives. De les 4.129 persones actives 3.852 estaven ocupades (2.007 homes i 1.845 dones) i 276 estaven aturades (128 homes i 148 dones). De les 2.067 persones inactives 695 estaven jubilades, 777 estaven estudiant i 595 estaven classificades com a «altres inactius».

### Ingressos
El 2009 a Marly hi havia 3.879 unitats fiscals que integraven 9.771,5 persones, la mediana anual d'ingressos fiscals per persona era de 22.799 €.

### Activitats econòmiques
Dels 567 establiments que hi havia el 2007, 3 eren d'empreses extractives, 7 d'empreses alimentàries, 3 d'empreses de fabricació de material elèctric, 24 d'empreses de fabricació d'altres productes industrials, 78 d'empreses de construcció, 165 d'empreses de comerç i reparació d'automòbils, 12 d'empreses de transport, 20 d'empreses d'hostatgeria i restauració, 11 d'empreses d'informació i comunicació, 35 d'empreses financeres, 39 d'empreses immobiliàries, 78 d'empreses de serveis, 51 d'entitats de l'administració pública i 41 d'empreses classificades com a «altres activitats de serveis».
Dels 125 establiments de servei als particulars que hi havia el 2009, 1 era una oficina de correu, 6 oficines bancàries, 1 funerària, 16 tallers de reparació d'automòbils i de material agrícola, 3 tallers d'inspecció tècnica de vehicles, 2 autoescoles, 7 paletes, 6 guixaires pintors, 13 fusteries, 18 lampisteries, 10 electricistes, 3 empreses de construcció, 9 perruqueries, 1 veterinari, 16 restaurants, 5 agències immobiliàries, 3 tintoreries i 5 salons de bellesa.
Dels 45 establiments comercials que hi havia el 2009, 1 era, 3 supermercats, 3 grans superfícies de material de bricolatge, 4 botiges de menys de 120 m², 4 fleques, 4 carnisseries, 1 una carnisseria, 2 llibreries, 1 una llibreria, 2 botigues d'equipament de la llar, 1 una botiga d'equipament de la llar, 1 una sabateria, 7 botigues de mobles, 1 una botiga de material esportiu, 4 drogueries, 2 perfumeries i 4 floristeries.
L'any 2000 a Marly hi havia 3 explotacions agrícoles.

## Equipaments sanitaris i escolars
El 2009 hi havia 2 farmàcies i 2 ambulàncies.
El 2009 hi havia 3 escoles maternals i 3 escoles elementals. A Marly hi havia 2 col·legis d'educació secundària i 1 liceu tecnològic. Als col·legis d'educació secundària hi havia 987 alumnes i als liceus tecnològics 467.

## Poblacions més properes
El següent diagrama mostra les poblacions més properes.